# Mac OS X 10.2
Mac OS X 10.2 (codenaam: Jaguar) was de derde versie van het Mac OS X-besturingssysteem van Apple. Het werd gelanceerd op 24 augustus 2002 en kostte 129 euro (zoals alle Mac OS X-versies). Het was ook de eerste versie die een "family pack" introduceerde. Met dit family pack mocht een gebruiker Mac OS X op maximaal 5 verschillende computers installeren. Het kostte 199 euro, net zoals de latere family packs van OS X.

## Nieuw in OS X 10.2
Mac OS X 10.2 "Jaguar" was een grote verbetering tegenover Mac OS X 10.1 op gebied van stabiliteit, snelheid, en algemene grafische toepassingen. Toch vonden critici dat er nog te veel vertragingen waren als gevolg van de zware grafische schil Aqua van Mac OS X.
Mac OS X 10.2 was de eerste versie van het Mac OS X-systeem dat bekendgemaakt werd met zijn codenaam. Sindsdien zijn alle versies van Mac OS X bekend onder hun codenaam, wat van Mac OS X 10.2 "Jaguar" tot en met Mac OS X 10.8 "Mountain Lion" steeds een katachtige was. 
Sinds het allereerste Mac systeem werden de gebruikers bij het opstarten begroet door de Happy Mac. Dit was echter na 18 jaar gedaan met de introductie van Mac OS X 10.2, waarbij de computer opstartte met een grijs Apple-logo.

## Systeembenodigdheden
- Ondersteunde computers: Power Mac G3 of G4, iMac, eMac, PowerBook G3 of G4, iBook
- Hoeveelheid werkgeheugen nodig: 128 MB (minimum)

## Technologieën en programma's
Er werden veel zaken toegevoegd, waaronder:
- Ondersteuning voor Windows-netwerken: In Jaguar was het nu veel simpeler om te verbinden met Windows-netwerken, en bestanden te delen, en Windows-printers te gebruiken.
- Quartz Extreme: Quartz Extreme was een nieuwe technologie die ervoor zorgde dat het systeem onder de zware grafische schil sneller draaide, en alles beter weer gaf.
- Spam: Het programma "Mail" was onder Jaguar fel verbeterd, onder andere met een geavanceerde spamfilter.
- Adresboek: Jaguar bevatte een nieuw adresboek, dat zo geïntegreerd was dat het in andere programma's kon gebruikt worden.
- Rendezvous-netwerken: (heet nu Bonjour): Rendezvous was een technologie die ervoor zorgde dat je elkaar in een netwerk gemakkelijk kon vinden, en ook gemakkelijk printers en andere netwerkapparatuur kon vinden.
- iChat: iChat was een programma van Apple om met .Mac- en AOL-accounts te chatten.
- Een nieuwe Finder: De Finder was vernieuwd, met nu een standaard zoekveld in elk venster.
- Universal Acces: Er waren een hoop nieuwe Universal Acces (ondersteuning voor gehandicapte mensen) toepassingen geïntegreerd.
- Sherlock 3: Een nieuwe zoekfunctie waarmee je niet alleen op het Web kon zoeken, maar ook teksten vertalen, vluchten zoeken en adressen zoeken.
- Snelheid: De snelheid van het systeem was fel verbeterd, deels dankzij het gebruik van Quartz Extreme.
- Journaled File System: geïntroduceerd in Mac OS X 10.2.3 Server, maar nadien ook opgenomen in Mac OS X 10.2.

## Marketing
Rond Mac OS X 10.2 Jaguar werd een hoop reclame gemaakt rond de "Jaguar" naam. Mac OS X kwam in een nieuwe doos, met in plaats van een blauwe "Aqua"-X, nu een met Jaguarvlekken.
Sinds Mac OS X 10.2 werden alle Mac OS X versies benoemd met hun codenaam.

## Kritiek
Alhoewel de meesten het erover eens waren dat Jaguar een enorme verbetering was t.o.v. Mac OS X 10.1, vooral over de interface. Ze vonden dat de interface 'ronder' moest worden, en dat, ondanks Quartz Extreme, het geheel soms toch nog traag was. Ze vonden het nog steeds een stap terug tegenover Mac OS 9, vooral dan wat snelheid betreft.

## Versiegeschiedenis
- Mac OS X 10.2.0 (build 6C115): gelanceerd op 23 augustus 2002
- Mac OS X 10.2.1 (build 6D52)(codenaam Jaguar Red): gelanceerd op 18 september 2002
- Mac OS X 10.2.2 (build 6F21)(codenaam Jaguar Blue of Merlot): gelanceerd op 11 november 2002
- Mac OS X 10.2.3 (build 6G30)(codenaam Jaguar Green): gelanceerd op 19 december 2002
- Mac OS X 10.2.4 (build 6I32)(codenaam Jaguar Pink): gelanceerd op 13 februari 2003
- Mac OS X 10.2.5 (build 6L29)(codenaam Jaguar Plaid): gelanceerd op 10 april 2003
- Mac OS X 10.2.6 (build 6L60)(codenaam Jaguar Black): gelanceerd op 6 mei 2003
- Mac OS X 10.2.8 (build 6R65): gelanceerd op 22 september 2003 (teruggenomen uit distributie omwille van een hoop bugs)
- Mac OS X 10.2.8 (build 6R73): gelanceerd op 3 oktober 2003

Mac OS X 10.2.7 (codenaam Blackrider of Smeagol) was enkel beschikbaar voor de nieuwe Power Mac G5 en de aluminium Powerbook G4.
Mac OS X 10.2.8 is de laatste versie van Mac OS die op de oude beige G3 computers draait.